# Misfits (album)
Misfits is een album van de Britse rockband The Kinks uit 1978.
Het album werd opgenomen in de periode augustus 1977 t/m januari 1978.

## Tracks
Het album bevat de volgende nummers:
- Misfits – 4:19
- Hay Fever – 3:24
- Live Life – 3:12
- Rock & Roll Fantasy – 4:58
- In a Foreign Land – 3:02
- Permanent Waves – 3:37
- Black Messiah – 3:24
- Out of the Wardrobe – 3:39
- Trust Your Heart – 4:08
- Get Up – 3:35

Mick Avory · Dave Davies · Ray Davies

John Dalton · Gordon Edwards · Ian Gibbons · John Gosling · Bob Henrit · Andy Pyle · Pete Quaife · Jim Rodford